# Pietro Sanmartini
Pietro Sanmartini [Sammartini] (* 18. September 1636 in Florenz; † 31. Dezember 1700 ebenda) war ein italienischer Komponist und Organist des Barock.

## Leben
Pietro Sanmartini ist nicht mit den beiden Komponisten Giuseppe und Giovanni Battista Sammartini verwandt. Er besuchte die Musikschule des Giovanni Battista Comparini (um 1611–1659) in Florenz und wurde zum Priester geweiht. Als Musiker wirkte er neben seiner Heimatstadt in Rom, Bologna und Arezzo. Ab 1659 lebte er in Florenz, wo er 1660 gegen den Widerstand des Kapellmeisters Niccolò Sapiti (um 1610–1678) die Stelle des vicemaestro di cappella an der Kathedrale Santa Maria Del Fiore erhielt. In dieser Zeit wirkte er regelmäßig als Lautenist und Cembalist am Hofe der Medici, auch machte er sich als Musiklehrer einen Namen. Ab Mai 1686 wurde Sanmartini primo maestro di Capella an S. Maria Del Fiore, wurde aber bereits 1690 abgelöst. Ab 1692 wurde er nach Vorlage seine Motette Beatus vir, als komponierendes Mitglied der Accademia Filarmonica Bolognas geführt. Sanmartini war mit der Familie Veracini (Antonio Veracini und Francesco Maria Veracini) befreundet. Zu seinen Schülern zählte Stefano Corti.
Nur wenige seiner Werke blieben der Nachwelt erhalten, darunter einige Vokal- und Instrumentalwerke. Seine vierstimmigen Sinfonias (Sonaten) Op.2 sind von nachhaltiger Bedeutung für die Entwicklung der mehrstimmigen italienischen Kirchensonate.

## Werke
- Partitura de motetti, a voce sola e b.c. Op.1 (Florenz, 1685)
- 10 Sinfonie für 2 Violinen, Viola da Gamba und b.c. Op.2 (Florenz, 1688)
- Beatus virgine, 5 Singstimmen und Instrumente (1692)
- Miserere;
- 50 Psalmvertonungen
- 7 Opern, darunter La rivalità favorevole (X. Aragona), (Florenz, 1668) nur als Libretto erhalten
- Oratorio di S. Cecilia (Florence, 1692) nur als Libretto erhalten
- Missa Veni sponsa Christi, 18 stimmig
- Missa bellica, 9 stimmig
- Arie da camera, (3 Bände)
- Sowie einzelne Messen, Vespern, Motetten und Instrumentalwerke

## Quelle
- Grove Dictionary of Music and Musicians, Erste Auflage
- Gabriele Giacomelli: SANMARTINI, Piero. In: Raffaele Romanelli (Hrsg.): Dizionario Biografico degli Italiani (DBI). Band 90: Salvestrini–Saviozzo da Siena. Istituto della Enciclopedia Italiana, Rom 2017.

| Personendaten    | Personendaten                                   |
| ---------------- | ----------------------------------------------- |
| NAME             | Sanmartini, Pietro                              |
| ALTERNATIVNAMEN  | Sammartini, Pietro                              |
| KURZBESCHREIBUNG | italienischer Komponist und Organist des Barock |
| GEBURTSDATUM     | 18. September 1636                              |
| GEBURTSORT       | Florenz                                         |
| STERBEDATUM      | 31. Dezember 1700                               |
| STERBEORT        | Florenz                                         |